# 卿汝楫
卿汝楫（1902年11月28日—1976年4月5日），字助廷，号孝谦，湖南隆回县石门乡大塘边老屋院子人，当代马克思主义史学家。

## 生平
1902年（清光绪二十八年）十月十六日，出生于湖南隆回。父亲卿丙离，晚清举人，曾任宝庆知县。6岁，从父卿丙离学习《四书》、《左传》。
1911年进宝庆城读小学、中学。1919年肄业于长沙湖南公立工业专门学校。1920年就读长沙英文补习学校。在校期间参加毛泽东领导的驱张（敬尧）运动。1922年考入燕京大学教育系。和进步同学组织了“协进会”，创办《协进月刊》。卿汝楫以“铁公”为笔名，写下《异哉，所谓教会教育》一文作为《协进月刊》发刊词，抨击美国对中国的教会教育渗透。胡兰成在燕京大学副校长室任文书一年，并旁听燕大课程，曾接触过周作人、陈垣、郭云观、梅兰芳、卿汝楫等；对卿汝楫宣传的马列主义，胡兰成回忆道：“……彼时我那一组，是四年级学生卿汝楫带头，每星期一次在男生宿舍他的房间里开会，他的说话，样样都与我都是新的知识，我心里惟有十分佩服。”。
追随李大钊参加国民革命，组织进步同学开展活动。“五卅”惨案后，组织了“五卅惨案后援会”，并担任宣传部长，开展罢课斗争，声援上海的工人、学生和群众。1926年由刘隽介绍入党。又以个人名义加入中国国民党，任国民党北京西区党部常委，在国民党内部做促进国共合作、开展国民革命的工作。1927年4月6日，卿汝楫出席了李大钊在苏联驻华使馆的会议，卿汝楫中途离场返校，幸免于难，李大钊被捕。胡兰成回忆当时情形：“李大钊与其他七个委员到俄国使馆开会，一齐被张作霖捕杀。只剩一个委员卿汝楫，那天开会后他一人先返校，幸免于难”“燕大因是美国人办的，天天有侦探来窥伺，却不敢在校内捕人。卿汝楫有事必要出校门时，我总陪他同行，心里想着若遇不测，我可以挺身相待，给他脱走，因他的人才我万万不及，杀了他可惜，杀了我无所谓”“却说李大钊等被绞杀后，每见张作霖到西山去，汽车护卫经过燕大校门外，我想了很久，一日才对卿汝楫吐露道：‘我要行刺张作霖。’言下又怕自己所想不当，卿汝楫只淡然道：‘那可用不着。’我因佩服他，才没舍身。”1927年形势急剧变化，卿汝楫与党组织失去联系。
卿汝楫燕京大学毕业后留校任政治系助教兼读研究生，开始潜心研究帝国主义侵略中国历史。1932年研究生毕业论文《美国侵略西藏史》受到燕京大学研究委员会主席高厚德的斥责，拒发卿汝楫研究生毕业文凭。1932年冬，获洛克菲勒基金会资助以非基督教学生中的“高级人才”到美国接受留学教育。先后入普林斯顿大学、加利福尼亚大学、斯坦福大学、芝加哥大学四所藤校求学。在美国国会图书馆等搜集资料，掌握了大量的美国侵华史料，认为美国从开国起就开始了对中国的侵略，“美国资产阶级对中国人民进行侵略的全部历史，有一百六十余年之久。自该国建立之时起至第一个中美不平等条约一—《望厦条约》的订立时止(1784-1844)，六十年间，是美国的海盗式商业资本剥削中国人民的时期。自1844年望厦条约》签订起，至1860年美国参加的英法联军之役止，是美国及世界资本主义各国在对中国的侵略中实行所谓“利益均沾”与“国际共管”政策的时期。自1861年西华德任国务卿，实行太平洋帝国政策的时候起，至1899年海约翰宣布所谓门户开放主义时止，是美国帝国主义独占中国政策准备时期。自1900年美国参加八国联军之役起，至1946年司徒雷登与蒋匪政府签订所谓中美友好通商航海条约——美国沦中国为殖民地的条约——时止，是美国帝国主义独占中国政策(即门户开放主义)的发展时期。自1946年美国的华尔街财阀及战争贩子疯狂的干涉伟大的中国人民革命开始，这个日暮途穷的帝国主义者，显然进入自掘坟墓的毁灭时期了。这就是美国资本主义侵略中国人民全部历史的轮廓。”卿汝楫成绩优秀，1934年毕业考试甚佳，但因平时对主考教师丹赖特对中国的态度而与之争辩，对此丹赖特表示极度愤慨，拒绝授予卿汝楫博士学位。卿汝楫入芝加哥大学注册学习《国际关系》学。在芝加哥大学时，卿汝楫与黄圣祖、黄川谷等中国留学生和华侨中间组织抗日救国会，左学礼任会长，卿汝楫任宣传部长兼月刊编辑，创办《留美学生月刊》，并组织华侨上街游行示威，开展抗日宣传活动。1936年暑假，卿汝楫与黄圣祖、左学礼等到华侨和留学生人数较多的美国中西部城市开展抗日救国活动。1936年底，中华民国驻美使馆教育参赞勾连洛克斐勒基金会，试图将卿汝楫驱逐出美国，宣布如果逾期不离境就取消川资（六百元）。卿汝楫拒不妥协，继续以“记者”身份和“君度”的笔名撰文，在美国华侨办的《抗日月刊》和《留美学生月刊》上发表文章。1938年2月亲蒋华人以“卿汝楫不是留美学生，是共产党”为名，向美国移民局告发致其被捕入狱。后经左学礼活动，由爱国华侨捐资五百美元保释出狱。1938年秋，卿汝楫携带数箱美国侵华史料，经香港、广西取道回湘。
回国后，卿汝楫受聘西南经济研究所任秘书，被告发为共党分子，遭开除。1940年冬，获聘國立西北大學文学院历史系教授。1943年冬国立西北师范学院迁兰州，卿汝楫南下返粤，途径重庆时经人介绍在中央政治学校教英语。
1945年1月10日，驻华美军司令魏德迈机要室中文秘书厅秘书长。后任马歇尔使团翻译室主任秘书。专门翻译魏德迈、马歇尔与蒋介石的往来文件。1946年6月底出任国防部新闻局中将副局长。1946年10月为国大预选代表、立法委员，起草《革新党政及实施经济政策会议》，回邵阳参加竞选，发表了《选举与国运》演说。竞选失败后，回到南京。1947年4月30日卿汝楫率中外记者团55人，包括外籍记者7名、女记者2人，报馆通讯社39家，如《大公报》记者周榆瑞、《东南日报》记者赵浩生、《新民报》记者宋凯沙、《和平日报》记者谢蔚明、《中央广播电台》记者潘启元、上海《申报》记者俞振基、上海《大晚报》记者邹启元、《中央日报》记者龚选舞等人，乘三架运输机从南京经西安飞延安，参观采访胡宗南部攻占延安的胜绩。《中央日报》记者龚选舞后来回忆：“中外记者数十人专程赶往延安，亟欲探明国军光复共都的究竟，但统率西北的胡宗南将军只是客气地请大家吃一顿，终席之间却以沉默以对……”。从延安返回南京后，卿汝楫继续揭露批判蒋介石政府和美国侵华政策，和胡焕庸、卜绍周等主编《问世》旬刊。1947年11月下旬，经上海逃往香港。和在港的李济琛取得联系，与妻子左学礼创办华光学院，宣传“新民主义”，揭蒋反美。在港时着手整理撰写《美国侵华史》。
1949年6月，妻子左学礼从香港到北平。1949年10月参加了中华人民共和国开国大典。在西单购买了一处住所。任燕京大学教授，潜心投入著述《美国侵华史》，第一册和第二册分别于1952年和1955年出版。1953年任中华人民共和国高等教育部办公厅参事室参事。“文革”中周恩来总理对北京西城区红卫兵组织头头说，卿汝楫是革命作家，不许抄家。得以全力投入《美国侵华史》第三册的撰写。1976年4月5日因胃穿孔在京去世。

## 著作
- 《民主建国论丛》
- 《美国侵华史》（生活·读书·新知三联书店）
- 《美蒋阴谋秘闻》（香港：新民主出版社，1949年4月初版）
- 《美国侵略台湾史》（1955年，中国青年出版社）
- 译作：《中国对外贸易史》（西•甫•里默原著）等